# Джонджо Шелві
Джо́нджо Ше́лві (англ. Jonjo Shelvey; нар. 27 лютого 1992 року, Ромфорд, Англія) — англійський футболіст, півзахисник клубу «Ноттінгем Форест».

## Клубна кар'єра

### «Чарльтон Атлетік»
Незважаючи на інтерес топ-клубів Прем'єр-ліги, 2008 року Шелві підписав перший професійний контракт з «Чарльтон Атлетик». А 9 вересня того ж року продовжив угоду до 2012 року.
У квітні 2008 він дебютував у першій команді. Джонджо став наймолодшим гравцем «Чарльтона», що виходив на поле. До нього володарем цього рекорду був Пол Конченскі. Тоді «Джей-Джею» було 16 років і 59 днів.
3 січня 2009 року став наймолодшим автором голу в складі «Чарльтона». Забив Шелві в ворота «Норвіча», за 55 днів до свого 17-го дня народження. Гол був забитий в рамках Кубка Англії. Попередній рекорд належав Пітеру Рівзу, який забив у ворота того ж «Норвіч Сіті» у віці 17 років і 100 днів в травні 1966.

### «Ліверпуль»
У травні 2010 року футболіст перейшов до «Ліверпуля» за 1,7 млн фунтів стерлінгів 22 вересня Джоноджо дебютував за нову команду вийшовши на заміну в доданий час у матчі проти друголігового «Нортгемптон Таун». Першу гру за «Ліверпуль» зі стартових хвилин Шелві провів 21 жовтня 2010 року в матчі Ліги Європи проти «Наполі». 24 жовтня футболіст дебютував у Прем'єр-лізі в матчі проти «Блекберн Роверз».
30 вересня 2011 року Шелві на правах оренда приєднався до «Блекпула». Наступного дня він вже відзначився голом у ворота «Бристоль Сіті». 2 листопада Шелві оформив хет-трик у виїзній грі проти «Лідс Юнайтед».
30 листопада Джонджо був відкликаний з оренди, оскільки травмувалися півзахисники Стівен Джеррард і Лукас Лейва. На наступних вихідних півзахисник вийшов з перших хвилин у матчі проти «Астон Вілли».
6 січня 2012 року у грі Кубка Англії проти «Олдем Атлетик» Шелві забив свій перший м'яч за «Ліверпуль».
8 травня забив перший гол за «Ліверпуль» в чемпіонаті у ворота «Челсі».

### «Свонсі Сіті»
3 липня 2013 року Шелві підписав чотирирічний контракт з валлійським клубом «Свонсі Сіті».

## Міжнародна кар'єра
2007 року Шелві був капітаном юнацької збірної Англії U-16 на турнірі «Вікторі Шилд», де сам відзначився трьома голами в трьох іграх. У жовтні 2007 року він дебютував за збірну U-17 в матчі проти Естонії.
У вересні 2010 року Джонджо дебютував за збірну U-19 одразу з капітанською пов'язкою в грі Словаччини, де відзначився забитим м'ячем зі штрафного удару.
12 жовтня 2012 року в матчі проти Сан-Марино Шелві дебютував за збірну Англії.

## Клубна статистика
| Клуб                                   | Сезон   | Чемпіонат | Чемпіонат | Кубок | Кубок | Кубок ліги | Кубок ліги | Європа | Європа | Інші | Інші | Всього | Всього |
| Клуб                                   | Сезон   | Ігри      | Голи      | Ігри  | Голи  | Ігри       | Голи       | Ігри   | Голи   | Ігри | Голи | Ігри   | Голи   |
| -------------------------------------- | ------- | --------- | --------- | ----- | ----- | ---------- | ---------- | ------ | ------ | ---- | ---- | ------ | ------ |
| Чарльтон Атлетик                       |         |           |           |       |       |            |            |        |        |      |      |        |        |
| 2007—08                                | 2       | 0         | 0         | 0     | 0     | 0          | 0          | 0      | 0      | 0    | 2    | 0      |        |
| 2008—09                                | 16      | 3         | 3         | 1     | 1     | 0          | 0          | 0      | 0      | 0    | 20   | 4      |        |
| 2009—10                                | 24      | 4         | 1         | 0     | 0     | 0          | 0          | 0      | 2      | 0    | 27   | 4      |        |
| Ліверпуль                              |         |           |           |       |       |            |            |        |        |      |      |        |        |
| 2010—11                                | 15      | 0         | 1         | 0     | 1     | 0          | 4          | 0      | 0      | 0    | 21   | 0      |        |
| Блекпул                                |         |           |           |       |       |            |            |        |        |      |      |        |        |
| 2011—12                                | 10      | 6         | 0         | 0     | 0     | 0          | 0          | 0      | 0      | 0    | 10   | 6      |        |
| Ліверпуль                              | 2011—12 | 13        | 1         | 2     | 1     | 1          | 0          | 0      | 0      | 0    | 0    | 16     | 2      |
| Ліверпуль                              | 2012—13 | 19        | 1         | 2     | 0     | 1          | 0          | 10     | 4      | 0    | 0    | 32     | 5      |
| Суонсі Сіті                            | 2013—14 | 32        | 6         | 1     | 0     | 1          | 0          | 8      | 0      | 0    | 0    | 42     | 6      |
| Суонсі Сіті                            | 2014—15 | 31        | 3         | 1     | 0     | 3          | 0          | 0      | 0      | 0    | 0    | 35     | 3      |
| Суонсі Сіті                            | 2015—16 | 16        | 1         | 1     | 0     | 2          | 0          | 0      | 0      | 0    | 0    | 19     | 1      |
| Ньюкасл Юнайтед                        | 2015—16 | 15        | 0         | 0     | 0     | 0          | 0          | 0      | 0      | 0    | 0    | 15     | 0      |
| Ньюкасл Юнайтед                        | 2016—17 | 42        | 5         | 1     | 0     | 4          | 0          | 0      | 0      | 0    | 0    | 47     | 5      |
| Ньюкасл Юнайтед                        | 2017—18 | 30        | 1         | 2     | 1     | 0          | 0          | 0      | 0      | 0    | 0    | 32     | 9      |
| Ньюкасл Юнайтед                        | 2018—19 | 9         | 0         | 0     | 0     | 0          | 0          | 0      | 0      | 0    | 0    | 9      | 0      |
| Всього                                 | Всього  | 274       | 31        | 15    | 3     | 14         | 0          | 22     | 4      | 2    | 0    | 327    | 38     |
| Дані актуальні станом на 1 грудня 2018 |         |           |           |       |       |            |            |        |        |      |      |        |        |